# Marnes-la-Coquette
Marnes-la-Coquette település Franciaországban, Hauts-de-Seine megyében. Lakosainak száma 1758 fő (2022. január 1.). Marnes-la-Coquette Ville-d’Avray, Versailles, Vaucresson, Garches és Saint-Cloud községekkel határos.

## Népesség
A település népességének változása:
| Lakosok száma | 1673 | 1751 | 1867 | 1810 | 1792 | 1774 | 1756 | 1745 | 1758 |
|               | 2013 | 2015 | 2016 | 2017 | 2018 | 2019 | 2020 | 2021 | 2022 |